# Ujedinjeno Kraljevstvo Velike Britanije i Irske
Ujedinjeno Kraljevstvo Velike Britanije i Irske (eng. The United Kingdom of Great Britain and Ireland) je bilo službeno ime Ujedinjenog Kraljevstva između 1801. i 1927. godine. Veći dio Irske se odvojio i osnovao Slobodnu Irsku Državu. Zakon o kraljevskim i parlamentarnim naslovima iz 1927. je izmijenio naziv Parlamenta Ujedinjenog Kraljevstva kako bi točnije odražavao promijene u granicama države i taj zakon se smatra trenutkom kada je promijenjeno i ime državi.
Ujedinjeno Kraljevstvo Velike Britanije i Irske je nastalo 1. siječnja 1801. po odredbama Zakona o uniji iz 1800. kojim su nezavisna kraljevstva Velike Britanije i Irske ujedinjena. Kraljevstvo Velike Britanije je nastalo 1707. godine ujedinjenjem nekadašnjih posebnih kraljevstava Engleske i Škotske.
Današnje Ujedinjeno Kraljevstvo Velike Britanije i Sjeverne Irske je nasljednik Ujedinjenog Kraljevstva Velike Britanije i Irske, s istim ustavnim i parlamentarnim sustavima, ali zauzima samo dio prethodnog područja. Južni dio Irske koji se odvojio od unije danas predstavlja Republiku Irsku. On obuhvaća isto područje kao bivša Slobodna Irska Država, ali je usvojio novi ustav 1937. godine.

## Poveznice
- Ujedinjeno Kraljevstvo Velike Britanije i Sjeverne Irske
- Republika Irska